# Скулень (Молдова)
Скулень (рум. Sculeni) — село в Унгенському районі Молдови. Адміністративний центр однойменної комуни, до складу якої також входять села Бліндешть, Флорень та Герман.

## Населення
За даними перепису населення 2004 року у селі проживали 2792 особи.
Національний склад населення села:
| Національність       | Кількість осіб | Відсоток     |
| -------------------- | -------------- | ------------ |
| молдавани румуни     | 2532 85        | 90,7 % 3,0 % |
| росіяни              | 73             | 2,6 %        |
| українці             | 64             | 2,3 %        |
| цигани               | 16             | 0,6 %        |
| гагаузи              | 2              | 0,1 %        |
| болгари              | 2              | 0,1 %        |
| євреї                | 2              | 0,1 %        |
| поляки               | 1              | < 0,1 %      |
| інша / без відповіді | 15             | 0,5 %        |
| Всього               | 2792           | 100 %        |